# Andevoto
Andevoto (m. 437) fue un líder militar de probable origen bárbaro al mando de un ejército privado que actuaría en Hispania bajo el mandado de la poderosa aristocracia terrateniente hispanorromana de la Bética. En el año 437 participa una batalla en los márgenes del río Genil, donde se enfrentará al rey suevo Requila. Éste vence, haciéndose con un gran botín en oro y plata.
Según San Isidoro, Andevoto era el líder militar de los ejércitos romanos afincados en Hispania. Sin embargo, el sevillano no es la fuente más fiable para los acontecimientos acaecidos en Hispania en el siglo V. De esta forma, otra opción más plausible es que, Andevoto, fuera una especie de condotiero que actuara en Hispania con un ejército propio contratado por la poderosa nobleza hispanorromana.